# Barbro Hiort af Ornäs
Barbro Margareta Eriksdotter Hiort af Ornäs (født 28. august 1921 i Göteborg, død 27. november 2015) var en svensk skuespillerinde. Hun var ansat på Dramaten i Stockholm fra 1945 til 1947.
Sammen med Bibi Andersson, Eva Dahlbeck og Ingrid Thulin vandt hun prisen for bedste kvindelige hovedrolle ved Filmfestivalen i Cannes 1958. I 1989 blev hun tildelt Litteris et Artibus.

## Udvalgt filmografi
- Kvinder i fangenskab (1943)
- Ungdom i fare (1946)
- Flickan från tredje raden (1949)
- Kæreste til leje (1950)
- Når Stockholm sover (1950)
- Greve Svensson (1951)
- Barabbas (1953, ukrediteret)
- Foreign Intrigue (tv-serie, 1954-1955)
- Livets under (1958)
- Drama i storskoven (1961)
- Syv glade enker (1964)
- Elskende par (1964)
- Niklasons (tv-serie, 1965)
- Skammen (1968)
- Som havets nøgne vind (1968)
- Som nat og dag (1969)
- Eva - misbrugt af mænd (1969)
- 'xPassion (1969, ukrediteret)
- Skrækken har 1000 øjne (1970)
- Berøringen (1971, ukrediteret)
- Champagnegaloppen (1975)
- Jeg er med barn (1979)
- Selskabsrejsen 2 (1985)
- S.O.S. - amatører til søs (1988)
- Den ufrivillige golfspiller (1991)
- Roseanna (1993)
- Selma & Johanna - En roadmovie (1997)